# Dynamite!! 2009
Dynamite!! 2009 fue un evento de artes marciales mixtas y kickboxing organizado por el Fighting and Entertainment Group, celebrado en el Saitama Super Arena en Saitama, Japón el 31 de diciembre de 2009. En el evento se celebraron combates de diferentes promociones como DREAM, Sengoku Raiden Championship, K-1 y K-1 World MAX. Fue retransmitido en Estados Unidos por el canal HDNet.

Durante el evento también se disputaron las semifinales y la final del torneo sub-18 K-1 Koshien de 62 kg. La final a cuatro fue la continuación del "K-1 World MAX 2009 World Championship Tournament Final" en octubre. Así mismo se llevó a cabo la final del "Torneo Super Hulk" de DREAM continuando el torneo del que se habían disputado las semifinales en el evento Dream 11.

## Organización previa
El 25 de noviembre de 2009 se anunció en conferencia de prensa que habría una competición entre las promociones DREAM y Sengoku Raiden Championship para Dynamite!! 2009. La idea era organizar siete combates en los que se enfrentarían luchadores de ambas promociones entre sí. También se decidió que el combate que estaba programado para el evento de año nuevo de Sengoku entre Hidehiko Yoshida y Satoshi Ishii se disputase en Dynamite!! 2009. El 22 de diciembre de 2009 se anunció que el campeón de peso ligero de DREAM, Shinya Aoki, no lucharía contra Tatsuya Kawajiri en un combate por defender el cinturón pero si se enfrentaría al campeón de Sengoku, Mizuto Hirota, formando parte de uno de los siete combates del cartel "DREAM contra Sengoku" pero que eso no significaba que se fueran a unir ambos campeonatos en un solo título.
Inicialmente Masato se iba a enfrentar a Giorgio Petrosyan por el Campeonato Mundial de K-1 World MAX 2009 pero Petrosyan se fracturó un hueso en su mano derecha durante su combate de semifinales contra Yuya Yamamoto. El combate había sido anunciado como el último combate de Masato antes de su retiro. Finalmente sería Andy Souwer el rival de Masato.
Hideo Tokoro se iba a enfrentar a Marlon Sandro pero Sandro anunció que no se podría presentar debido a una lesión. Jong Man Kim sería el sustituto de Sandro para enfrentarse a Tokoro.

## Resultados

### Combates de artes marciales mixtas
- DREAM, combate de pesos pesados:  Gegard Mousasi vs.  Gary Goodridge[1]

Gegard Mousasi derrotó a Gary Goodridge por TKO (golpes) en el minuto 1:34 del primer asalto.
- DREAM vs SRC, combate de pesos ligeros:  Shinya Aoki (Campeón de DREAM) vs.  Mizuto Hirota (Campeón de SRC)[1]

Shinya Aoki derrotó a Mizuto Hirota mediante sumisión (hammerlock) en el minuto 2:17 del primer asalto. El brazo de Hirota fue fracturado.
- DREAM vs SRC, combate de pesos pesados:  Alistair Overeem vs.  Kazuyuki Fujita[1]

Alistair Overeem derrotó a Kazuyuki Fujita por KO (rodillazo) en el minuto 1:15 del primer asalto.
- Sengoku Raiden Championship, combate de pesos pesados:  Satoshi Ishii vs.  Hidehiko Yoshida[1]

Hidehiko Yoshida derrotó a Satoshi Ishii mediante decisión unánime en 3 asaltos de 5:00 minutos.
- DREAM vs SRC, combate de pesos pluma:  Norifumi Yamamoto vs.  Masanori Kanehara (Campeón de SRC)[1]

Masanori Kanehara derrotó a "Kid" Yamamoto mediante decisión unánime en 3 asaltos de 5:00 minutos.
- DREAM vs SRC, combate de pesos ligeros:  Tatsuya Kawajiri vs.  Kazunori Yokota[1]

Tatsuya Kawajiri derrotó a Kazunori Yokota mediante decisión unánime en 3 asaltos de 5:00 minutos.
- DREAM vs SRC, combate de pesos pluma:  Hideo Tokoro vs.  Jong Man Kim[1]

Hideo Tokoro derrotó a Jong Man Kim mediante decisión unánime en 3 asaltos de 5:00 minutos.
- DREAM vs SRC, combate de pesos medianos:  Melvin Manhoef vs.  Kazuo Misaki[1]

Melvin Manhoef derrotó a Kazuo Misaki por TKO (golpes) en el minuto 1:49 del primer asalto.
- DREAM vs SRC, combate de pesos wélter:  Hayato Sakurai vs.  Akihiro Gono[1]

Akihiro Gono derrotó a Hayato "Mach" Sakurai mediante sumisión (armbar) en el minuto 3:56 del segundo asalto.
- DREAM vs SRC, combate de pesos pluma:  Hiroyuki Takaya vs.  Michihiro Omigawa[1]

Michihiro Omigawa derrotó a Hiroyuki Takaya por TKO (golpes) en el minuto 2:54 del primer asalto.
- DREAM vs SRC, combate de pesos pesados:  Katsuyori Shibata vs.  Hiroshi Izumi[1]

Hiroshi Izumi derrotó a Katsuyori Shibata mediante decisión unánime en 3 asaltos de 5:00 minutos.
- Final del Gran Premio Super Hulk 2009 de DREAM:  Ikuhisa Minowa vs.  Rameau Thierry Sokoudjou[1]

Ikuhisa Minowa derrotó a Sokoudjou por TKO (golpes) en el minuto 3:29 del tercer asalto.

### Combates de K-1
- Combate de K-1 MAX:  Masato vs.  Andy Souwer[1]

Masato derrotó a Souwer mediante decisión unánime en 5 asaltos de 3:00 minutos.
- K-1, combate de pesos pesados:  Ray Sefo vs.  Yosuke Nishijima[1]

Ray Sefo derrotó a Yosuke Nishijima mediante decisión unánime (3–0) en 3 asaltos de 3:00 minutos.
- Semifinal del Torneo K-1 KOSHIEN de 62 kg:  Shota Shimada vs.  Katsuki Ishida[1]

Shota Shimada derrotó a Katsuki Ishida por decisión por mayoría (2–0) en 3 asaltos de 2:00 minutos.
- Semifinal del Torneo K-1 KOSHIEN de 62 kg:  Hiroya vs.  Masaaki Noiri[1]

Masaaki Noiri derrotó a Hiroya mediante decisión unánime (3–0) en 3 asaltos de 2:00 minutos.
- Combate reserva del Torneo K-1 KOSHIEN de 62 kg:  Tsukasa Fuji vs.  Tatuya Kusakabe[1]

Tsukasa Fuji derrotó a Ryuya Kusakabe por decisión por mayoría (2–0) en 3 asaltos de 2:00 minutos.
- Final del Torneo K-1 KOSHIEN de 62 kg:  Masaaki Noiri vs.  Shota Shimada[1]

Masaaki Noiri derrotó a Shota Shimada mediante decisión unánime (3–0) en 3 asaltos de 2:00 minutos.

## Cuadro del Gran Premio Super Hulk 2009 de DREAM
|  | Cuartos de final         | Cuartos de final |                          |                          | Semifinales | Semifinales |  |                | Final | Final |  |
|  |                          |                  |                          |                          |             |             |  |                |       |       |  |
|  |                          |                  |                          |                          |             |             |  |                |       |       |  |
|  | Ikuhisa Minowa           | SUB              |                          |                          |             |             |  |                |       |       |  |
|  | Ikuhisa Minowa           | SUB              |                          |                          |             |             |  |                |       |       |  |
|  | Bob Sapp                 |                  |                          |                          |             |             |  |                |       |       |  |
|  |                          | Ikuhisa Minowa   | SUB                      |                          |             |             |  |                |       |       |  |
|  |                          |                  | SUB                      |                          |             |             |  |                |       |       |  |
|  |                          |                  | Hong Man Choi            |                          |             |             |  |                |       |       |  |
|  | José Canseco             |                  |                          |                          |             |             |  |                |       |       |  |
|  |                          |                  |                          |                          |             |             |  |                |       |       |  |
|  | Hong Man Choi            | SUB              |                          |                          |             |             |  |                |       |       |  |
|  | Hong Man Choi            | SUB              |                          |                          |             |             |  | Ikuhisa Minowa | TKO   |       |  |
|  |                          |                  |                          |                          |             |             |  | Ikuhisa Minowa | TKO   |       |  |
|  |                          |                  | Rameau Thierry Sokoudjou |                          |             |             |  |                |       |       |  |
|  | Jan Nortje               |                  |                          |                          |             |             |  |                |       |       |  |
|  |                          |                  |                          |                          |             |             |  |                |       |       |  |
|  | Rameau Thierry Sokoudjou | TKO              |                          |                          |             |             |  |                |       |       |  |
|  | Rameau Thierry Sokoudjou | TKO              |                          | Rameau Thierry Sokoudjou | TKO         |             |  |                |       |       |  |
|  |                          |                  |                          | Rameau Thierry Sokoudjou | TKO         |             |  |                |       |       |  |
|  |                          |                  | Bob Sapp*                |                          |             |             |  |                |       |       |  |
|  | Mark Hunt                |                  |                          |                          |             |             |  |                |       |       |  |
|  |                          |                  |                          |                          |             |             |  |                |       |       |  |
|  | Gegard Mousasi           | SUB              |                          |                          |             |             |  |                |       |       |  |
|  | Gegard Mousasi           | SUB              |                          |                          |             |             |  |                |       |       |  |
|  |                          |                  |                          |                          |             |             |  |                |       |       |  |

- Nota: Bob Sapp fue traído de vuelta al torneo para reemplazar a Gegard Mousasi debido a una lesión.

## Cuadro del K-1 KOSHIEN 62kg 2009
|  | Cuartos de final | Cuartos de final |               |                | Semifinales | Semifinales |  |               | Final | Final |  |
|  |                  |                  |               |                |             |             |  |               |       |       |  |
|  |                  |                  |               |                |             |             |  |               |       |       |  |
|  | Katsuki Ishida   | DEC              |               |                |             |             |  |               |       |       |  |
|  | Katsuki Ishida   | DEC              |               |                |             |             |  |               |       |       |  |
|  | Tsukasa Fuji     | 3–0              |               |                |             |             |  |               |       |       |  |
|  | Tsukasa Fuji     | 3–0              |               | Katsuki Ishida | 3–0         |             |  |               |       |       |  |
|  |                  |                  |               | Katsuki Ishida | 3–0         |             |  |               |       |       |  |
|  |                  |                  | Shota Shimada | DEC            |             |             |  |               |       |       |  |
|  | Hiroki Akimoto   | 3–0              | Shota Shimada | DEC            |             |             |  |               |       |       |  |
|  | Hiroki Akimoto   | 3–0              |               |                |             |             |  |               |       |       |  |
|  | Shota Shimada    | DEC              |               |                |             |             |  |               |       |       |  |
|  | Shota Shimada    | DEC              |               |                |             |             |  | Shota Shimada | 3–0   |       |  |
|  |                  |                  |               |                |             |             |  | Shota Shimada | 3–0   |       |  |
|  |                  |                  | Masaaki Noiri | DEC            |             |             |  |               |       |       |  |
|  | Masaaki Noiri    | DEC              | Masaaki Noiri | DEC            |             |             |  |               |       |       |  |
|  | Masaaki Noiri    | DEC              |               |                |             |             |  |               |       |       |  |
|  | Keisuke Miyamoto | 3–0              |               |                |             |             |  |               |       |       |  |
|  | Keisuke Miyamoto | 3–0              |               | Masaaki Noiri  | DEC         |             |  |               |       |       |  |
|  |                  |                  |               | Masaaki Noiri  | DEC         |             |  |               |       |       |  |
|  |                  |                  | Hiroya        | 3–0            |             |             |  |               |       |       |  |
|  | Hiroya           | DEC              | Hiroya        | 3–0            |             |             |  |               |       |       |  |
|  | Hiroya           | DEC              |               |                |             |             |  |               |       |       |  |
|  | Ryuya Kusakabe   | 3–0              |               |                |             |             |  |               |       |       |  |
|  | Ryuya Kusakabe   | 3–0              |               |                |             |             |  |               |       |       |  |
|  |                  |                  |               |                |             |             |  |               |       |       |  |

## Resultados de DREAM vs. Sengoku
Este evento fue el primero que enfrentaba a luchadores de dos promociones de artes marciales mixtas japonesas entre sí siendo DREAM y Sengoku Raiden Championship las primeras.  Cada promoción ganó cuatro combates entre los ocho iniciales, la victoria en el último combate de Shinya Aoki frente a Mizuto Hirota dio a la promoción DREAM como vencedora con 5 victorias de DREAM por 4 victorias de Sengoku Raiden Championship.
| Shinya Aoki vs. Mizuto Hirota           | Victoria | Derrota  |
| Alistair Overeem vs. Kazuyuki Fujita    | Victoria | Derrota  |
| Norifumi Yamamoto vs. Masanori Kanehara | Derrota  | Victoria |
| Tatsuya Kawajiri vs. Kazunori Yokota    | Victoria | Derrota  |
| Hideo Tokoro vs. Jong Man Kim           | Victoria | Derrota  |
| Melvin Manhoef vs. Kazuo Misaki         | Victoria | Derrota  |
| Hayato Sakurai vs. Akihiro Gono         | Derrota  | Victoria |
| Hiroyuki Takaya vs. Michihiro Omigawa   | Derrota  | Victoria |
| Katsuyori Shibata vs. Hiroshi Izumi     | Derrota  | Victoria |